# Hohwart

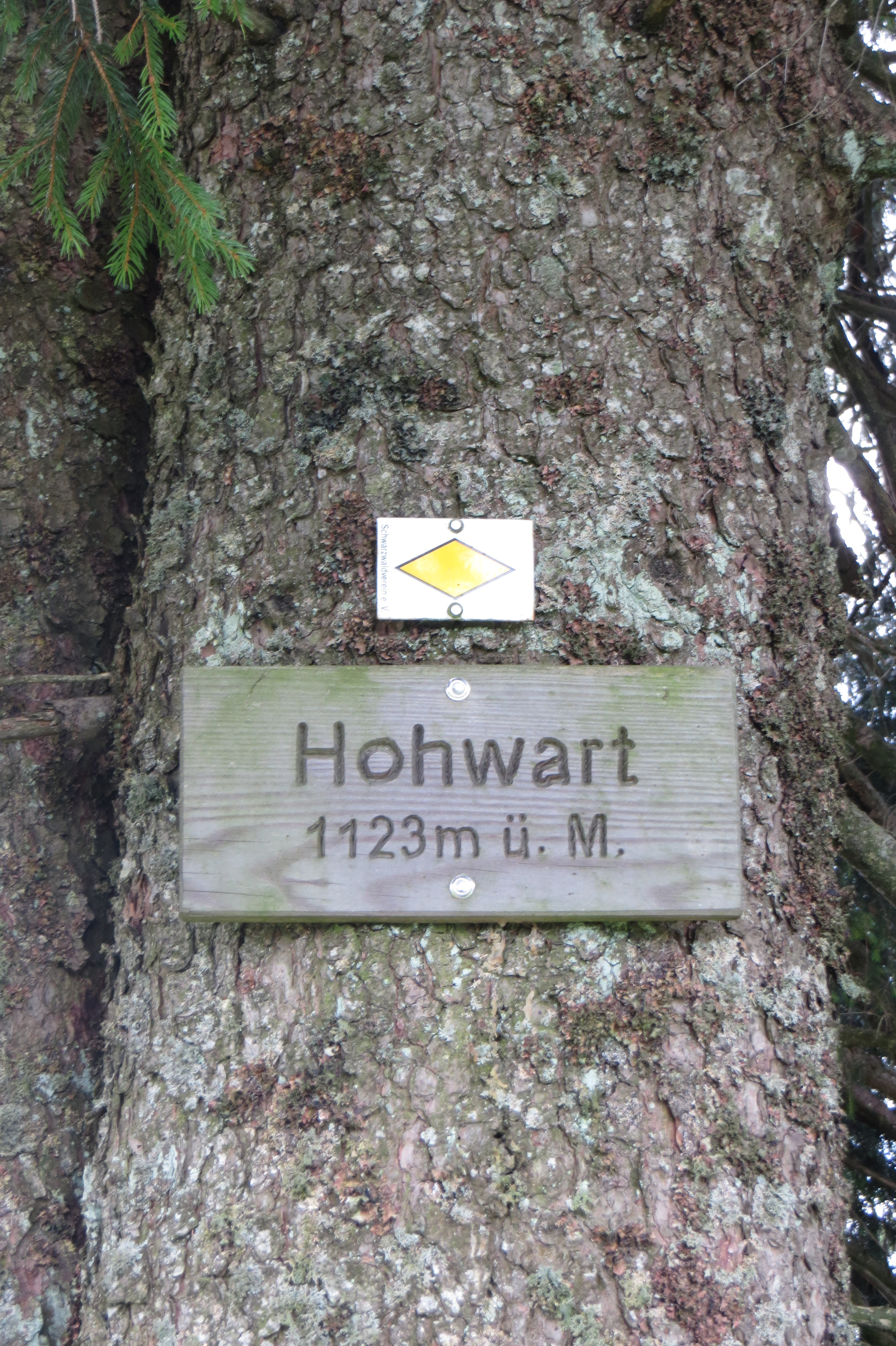
Gipfelmarkierung

Der Hohwart (gelegentlich auch Hohwarthöhe oder Hohwart-Höhe) ist ein Berg im Schwarzwald mit einer Höhe von 1113,6 m ü. NHN.
Der Hohwart liegt 2,5 km nordwestlich von Breitnau im Landkreis Breisgau-Hochschwarzwald und 500 Meter nördlich des Breitnauer Ortsteils Hinterdorf. Er besitze eine Schartenhöhe von ca. 13 m zum Sattel der Schanze und zum ca. 1 km entfernten Rossberg.

## Windkraftanlage auf dem Hohwartsattel
Am 26. Mai 1992 wurde unweit des Hohwartgipfels ein Windrad erbaut. Es gilt als eine der ersten Windkraftanlagen von Baden-Württemberg. Es handelt sich um das Modell E-32/E-33 der Firma Enercon mit einem 3-Blatt-Rotor und einer Narbenhöhe von 33,5 m. Errichtet wurde es von der Energiedienst Holding aus Laufenburg.

## Schanze auf dem Hohwart
Auf dem Hohwart befand sich eine Festungsanlage. Sie war Teil der barocken Verteidigungsanlagen im Schwarzwald. Es war eine quadratische Schanze, in der Blockhäuser standen. Die Schanze auf dem Hohwart war nicht mit einer Wall-Graben-Anlage mit benachbarten Schanzen Schanze auf dem Haldenbuck und der Ringelschanze am Roßberg verbunden.